# Assaf Inbari
Assaf Inbari (en hébreu : ענברי אסף), né le 9 mars 1968, est un romancier et journaliste israélien. Il est titulaire de la chaire Asper en études sionistes au Shalem College de Jérusalem et enseigne au Kinneret College ainsi qu'à l'Alma College à Tel Aviv.

## Biographie
Assaf Inbari naît et grandit au kibboutz Afikim, Aîné d'une fratrie de trois, il y vit jusqu'à l'âge de 20 ans Il étudie la littérature hébraïque et la littérature comparée via le programme interdisciplinaire Adi Lautman pour étudiants exceptionnels, cursus d'excellence proposé par l'université de Tel Aviv. En 2008, il termine son doctorat sur la poésie de Haïm Nahman Bialik à l'université Bar-Ilan.
En 2005, il épouse Naomi avec qui il donne naissance à un fils et une fille. La famille vit au kibboutz Degania B.

## Carrière littéraire
En 2009, il publie son premier roman הביתה / Habayta* (en route vers la maison). Il raconte l'histoire d'Afikim sur trois générations, depuis sa fondation dans la vallée du Jourdain au début des années 1930 par des membres du mouvement de jeunesse  sioniste socialiste –Hashomer Hatzaïr, en passant par sa croissance et son développement, jusqu'à sa forme actuelle, en proie à la privatisation et à l'individualisme. Le roman reçoit le prix Platinum de l'Association israélienne des éditeurs de livres en 2010 et figure dans la liste des finalistes du prix Sapir de littérature.
En 2020, Assaf Inbari reçoit le prix Agnon pour l'art de la prose.

## Œuvres publiées
(Titres d'origine en hébreu accompagnés le cas échéant de leur translittération et, entre parenthèses, de traductions françaises de type sourcier)

### Fiction
- (he) הביתה / Ha-Báïta* (En route vers la maison), éditions Yedioth Ahronoth/Hemed Books, 2009. Traduit en italien sous le titre Verso casa[9].
- (he) הטנק / ha-Tank* (Le char d'assaut), éd. Yedioth Ahronoth/Hemed Books, 2018. Traduit en italien sous le titre Il carro armato[10].
- (he) הספר האדום / ha-Sefer ha-adom* (Le livre rouge), éd. Yedioth Ahronoth/Hemed Books, 2022[11].

### Essais
- The Kibbutz Novel as Erotic Melodrama (Le roman du kibboutz en mélodrame de l'érotisme), Vol. 31, No. 1 Journal of Israeli History, mars 2012, p. 129–146.
- Zionism's New Challenge  (Le nouveau défi du sionisme), Azure[b], hiver 2008, p. 81–109.
- The Spectacles of Isaiah Berlin (Les lunettes d'Isaiah Berlin[c]), Azure, printemps 2006, p. 82–112.
- Road map to Jewish fiction (Carte routière de la fiction juive), "Intziklopedia shel hasippur hayehudi" (Encyclopédie de l'histoire juive) Vol. 1, éditions Yoav Elstein, Avidov Lipsker et Rella Kushelevsky, Bar-Ilan University Press, 2005, 373 pages
- Towards A Hebrew Literature (Vers une littérature hébraïque), Azure, printemps 2000, p. 99–154.

### Articles de presse
- "The Age of Post-Nostalgia" (L'ère post-nostalgique), Haaretz, 15 septembre 2012 (en).
- "The End of the Secular Majority" (La fin de la laïcité majoritaire), Haaretz, 3 février 2012. (en)
- "The Finishing Touch" (La dernière touche), Eretz acheret, 17 septembre 2009 (en)
- "New Age: The Fall of the Secular State" (New Age : la fin de l'État laïc), Haaretz, septembre 1999. (en)